# 本多洋
本多 洋（ほんだ ひろし、1971年6月26日 - ）は、日本の元男子バレーボール選手、指導者。
現崇徳高等学校バレーボール部監督。

## 来歴
広島県広島市出身。崇徳高校、東海大学出身。1993年大学4年次にはキャプテンを務め、大学四冠を達成した。
1994年4月、日本たばこ産業（JT）入社、JTサンダーズへ入団した。オールラウンダーなエースとして活躍するも、肩の故障の影響から1999年に引退、その後は社業に専念していた。
その後退社し、崇徳高校教諭へ転身し、同校バレー部を指導している。2012年には全日本男子ユース代表監督に就任しアジアユース3位、翌2013年ユース世界選手権出場を獲得した。

## 所属チーム
- 崇徳高等学校
- 東海大学
- JTサンダーズ（1994-1999年）